# NGC 4424
NGC 4424 è una galassia a spirale barrata situata nella costellazione della Vergine alla distanza di 35 milioni di anni luce dalla Terra. È un membro dell'Ammasso della Vergine che fa parte del Superammasso della Vergine che è ora considerata una sottostruttura di Laniakea. Ha un diametro di circa 50.000 anni luce.
La presenza di gas e polveri disposte lungo il disco galattico impediscono la visuale della struttura interna della galassia.
Si ritiene che NGC 4424, entro i prossimi 3 miliardi di anni, esaurirà il gas residuo e, nei miliardi di anni successivi, si esauriranno le strutture stellari più esterne. La galassia si trasformerà in una galassia lenticolare con un raggio di 6.500 anni luce.
Nel 2012 gli astronomi del Lick Observatory Supernova Search project hanno registrato la supernova SN 2012sg, una supernova di tipo Ia.